# Янис Каргас
Янис Каргас (на гръцки: Γιάννης Κάργας) е гръцки професионален футболист, който играе като централен Защитник (футбол) за ФК ПАОК.

## Биография
Роден е на 4 декември 1994 г. в Кукуш, Гърция и е висок 1,86 m.

## Кариера
Започва кариерата си във ФК Кавала, а след това преминава през Фостирас, Панахайки, ПАЕ Платаниас и ФК Паниониос. В началото на 2018 година преминава в беларуския ФК Динамо (Брест), с който печели купата и суперкупата на страната. От февруари 2019 година е футболист на гръцкия ПАС Янина. През лятото на 2019 г. Каргас подписа 3-годишен договор с Левски София, като стана първият гръцки играч в клуба.